# Unité urbaine de Saint-Lô
L'unité urbaine de Saint-Lô est une unité urbaine française centrée sur la commune de Saint-Lô, préfecture de la Manche au cœur de la troisième agglomération urbaine du département.

## Données générales
Dans le zonage réalisé par l'Insee en 2010, l'unité urbaine était composée de trois communes, la même composition que lors du zonage de 1999.
Dans le nouveau zonage réalisé en 2020, elle est composée de quatre communes, la commune de Baudre ayant été ajoutée au périmètre.
En 2022, avec 25 196 habitants, elle représente la 3e unité urbaine du département de la Manche, après les unités urbaines de Cherbourg-en-Cotentin (1er rang départemental) et de Granville (2e rang départemental). Elle occupe le 13e rang dans la région Normandie, après l'unité urbaine de Granville (12e rang régional) et avant l'unité urbaine de Lillebonne (14e rang régional).
En 2021, sa densité de population s'élève à 594 hab/km2. Par sa superficie, elle représente 0,71 % du territoire départemental mais, par sa population, elle regroupe 5,08 % de la population du département de la Manche.

## Composition de l'unité urbaine en 2020
Elle est composée des quatre communes suivantes :
| Nom                     | Code Insee | Département | Statut       | Superficie (km2) | Population (dernière pop. légale) | Densité (hab./km2) | Modifier                                    |
| ----------------------- | ---------- | ----------- | ------------ | ---------------- | --------------------------------- | ------------------ | ------------------------------------------- |
| Saint-Lô (ville-centre) | 50502      | Manche      | ville-centre | 23,19            | 19 352 (2022)                     | 834                | modifier les données · modifier les données |
| Agneaux                 | 50002      | Manche      | banlieue     | 6,50             | 4 266 (2022)                      | 656                | modifier les données · modifier les données |
| Baudre                  | 50034      | Manche      | banlieue     | 3,81             | 595 (2022)                        | 156                | modifier les données · modifier les données |
| Saint-Georges-Montcocq  | 50475      | Manche      | banlieue     | 8,94             | 983 (2022)                        | 110                | modifier les données · modifier les données |

## Évolution démographique
| 1968   | 1975   | 1982   | 1990   | 1999   | 2009   | 2014   | 2021   |
| ------ | ------ | ------ | ------ | ------ | ------ | ------ | ------ |
| 21 782 | 27 018 | 28 027 | 26 942 | 25 818 | 24 264 | 24 881 | 25 180 |

#### Données générales
- Unité urbaine
- Aire d'attraction d'une ville
- Aire urbaine (France)
- Liste des unités urbaines de France

#### Données démographiques en rapport avec l'unité urbaine de Saint-Lô
- Aire d'attraction de Saint-Lô
- Arrondissement de Saint-Lô

#### Données démographiques en rapport avec la Manche
- Démographie de la Manche